# Cantó de Le Nouvion-en-Thiérache

Comunes del cantó

El cantó de Le Nouvion-en-Thiérache és un cantó francès del departament de l'Aisne, situat al districte de Vervins. Té 9 municipis i el cap és Le Nouvion-en-Thiérache.

## Municipis
- Barzy-en-Thiérache
- Bergues-sur-Sambre
- Boué
- Dorengt
- Esquéhéries
- Fesmy-le-Sart
- Leschelle
- La Neuville-lès-Dorengt
- Le Nouvion-en-Thiérache

## Història
| Data d'elecció                           | Identitat      | Partit                                     | Qualitat |
| ---------------------------------------- | -------------- | ------------------------------------------ | -------- |
| 1945-1949                                | Jean Beffaras  | radical                                    |          |
| 1949-1992                                | Jean Duroisel  | RPF, després UNR, després UDR, després RPR |          |
| 1992-2011                                | Guy Vérin      | UDF                                        |          |
| 2011-                                    | Thierry Thomas | PS                                         |          |
| les dades anteriors no són pas conegudes |                |                                            |          |
|                                          |                |                                            |          |

## Demografia
| A partir de 1990: Població sense dobles comptes |